# Nicholas Ray
Nicholas Ray, nome artístico de Raymond Nicholas Kienzle (Galesville, Wisconsin, 7 de agosto de 1911 — Nova Iorque, 16 de junho de 1979) foi um cineasta norte-americano que dirigiu vários clássicos de Hollywood, como Rebel Without a Cause (Juventude Transviada), em 1955, e Wind Across The Everglades (Jornada Tétrica), em 1958, entre muitos outros.

## Biografia
Nicholas Ray estudou arquitetura com Frank Lloyd Wright e trabalhou no teatro, como ator, sob a direção de Elia Kazan e John Houseman.
Começou a fazer cinema depois do término da Segunda Grande Guerra e seu primeiro filme data de 1948. Tornou-se rapidanmente um diretor com marcas distintivas fortes: heróis frágeis, palpáveis, que tentam sobreviver num mundo cuja chave de decifração eles não detêm. Nesse mundo, a onipresente violência física e mental convive com a possibilidade de uma paixão arrebatadora e irrestrita.
Seus primeiros filmes frequëntemente focalizavam tipos marginalizados como heróis. Em seu primeiro filme como diretor, o lírico Amarga Esperança, de 1948, Farley Granger fazia o papel de uma assaltante de bancos indeciso em sua fuga com a namorada. Em No Silêncio da Noite, de 1950, Humphrey Bogart era um roterista auto-destrutivo acusado de assassinato. Em Cinzas que Queimam, de 1951, Robert Ryan era um policial amargo, e Johnny Guitar, de 1954, trazia Joan Crawford como uma conivente dona de saloon.
Em Cinzas que Queimam, a estrutura básica de Juventude Transviada estava montada: um policial (Robert Ryan), nitidamente afetado pelo desencanto e pelo ambiente em que vive, passa a agredir violentamente os criminosos que persegue. Depois do enésimo caso de violência acima do aceitável, ele é conduzido a uma investigação no campo onde encontrará uma mulher cega (Ida Lupino), por quem se apaixonará, mesmo que isso implique reconsiderar sua relação com a violência e seu poder auto-destrutivo. O talento e a fluência de Nicholas Ray para filmar essas cenas extremas, tanto os arroubos de violência quanto os delicados momentos da paixão nascente, não fascinou de primeira a crítica norte-americana, mas encantou os então jovens críticos da revista Cahiers du Cinéma, que trataram de classificá-lo como o mais importante cineasta do pós-guerra (Éric Rohmer, em sua crítica sobre Juventude Transviada, que em Portugal se chamou Fúria de Viver, Cahiers nº59). Jean-Luc Godard acreditava ser Ray a expressão pura do cinema.
Em Juventude Transviada, Nicholas Ray encontrou um ator perfeito para designar todos os estados de espírito com os quais mais gostava de trabalhar; James Dean é ao mesmo tempo um rosto criança abandonado pela vida e, inversamente, a possibilidade de uma explosão de violência quando menos se espera. Mal ou bem, os protagonistas mais importantes de Nicholas Ray, de 1949 a 1955, são adultos abandonados, como Sterling Hayden, Humphrey Bogart ou Robert Ryan.
Seus últimos filmes foram duas super-produções rodadas na Espanha, dos quais ele não teve total controle direto na direção, devido às imposições do produtor Samuel Bronston: King of Kings (Rei dos Reis), de 1961, e um belo filme sobre a vida de Cristo, cujo ponto marcante é a cena do Sermão da Montanha, e que Ray dirigiu com muita competência, locomovendo, além dos atores, sete mil figurantes, além da bela trilha sonora de Miklos Rozsa, e 55 Dias em Pequim, de 1962, sobre a ocupação dos ingleses e norte-americanos na China, na época dos boxers. Em seu último filme, Ray sofreu durante as filmagens um enfarte.
Abandonando a direção e Hollywood, Ray dedicou-se ao ensino universitário, lecionando Cinema e Direção até meados dos anos 70, quando descobriu que tinha câncer. Wim Wenders, que o admirava, o colocou em seu filme O Amigo Americano, de 1977, como ator, e co-dirigiu com ele o documentário Lightning Over Water, editado em 1980, e que reflete os últimos momentos de Nicholas Ray e sua luta contra o câncer, ao qual finalmente sucumbiu. Foi cremado e suas cinzas foram enterradas no jazigo de sua mãe.

### Vida pessoal
Nick Ray casou-se quatro vezes:
- Jean Evans foi sua primeira esposa, de 1930 a 1940, e de quem se divorciou;
- Gloria Grahame, atriz, com quem foi casado entre 1948 a 1952, e de quem também se divorciou;
- Betty Utey, dançarina e coreógrafa, com quem casou em fins dos anos de 1950, e de quem também se divorciou;
- Susan Ray, com quem casou em 1969 e com quem viveu até seu falecimento, em 1979.

Teve quatro filhos:
- Anthony Ray, que se tornou produtor;
- Timothy Ray, que se tornou cameraman;
- Nica Ray, atriz;
- Julie Ray.

## Filmografia
- 1948 - They Live by Night (br: "Amarga esperança" / pt: "Filhos da noite")
- 1948 - A Woman’s Secret (br: "A vida íntima de uma mulher" / pt: "O íntimo segredo de uma mulher")
- 1949 - Knock on Any Door (br / pt: "O crime não compensa")
- 1950 - In a Lonely Place (br: "No silêncio da noite" / pt: "Matar ou não matar")
- 1950 - Born to Be Bad (br: "Alma sem pudor / pt: "A deusa do mal")
- 1951 - Flying Leathernecks (br: "Horizonte de Glórias" / pt: "Inferno nas alturas")
- 1951 - On Dangerous Ground (br: "Cinzas que queimam" / pt: "Cega paixão")
- 1952 - The Lusty Men (br: "Paixão de bravo" / pt: "Idílio selvagem")
- 1954 - Johnny Guitar (br / pt: "Johnny Guitar")
- 1955 - Run for Cover (br: "Fora das grades" / pt: "O fugitivo")
- 1955 - Rebel Without a Cause (br: "Juventude transviada" / pt: "Fúria de viver")
- 1955 - Hot Blood (br: "Sangue ardente" / pt: "Sangue cigano")
- 1956 - Bigger Than Life (br: "Delírio de loucura" / pt: "Atrás do espelho")
- 1956 - The True Story of Jesse James (br: "Quem foi Jesse James?" / pt: "A justiça de Jesse James")
- 1956 - Amère victoire (br: "Amargo triunfo" / pt: "Cruel vitória")
- 1958 - Wind Across the Everglades (br: "Jornada tétrica" / pt: "A floresta interdita")
- 1958 - Party Girl (br: "A bela do bas-fond" / pt: "A rapariga daquela noite")
- 1960 - The Savage Innocents (br: "Sangue sobre a neve" / pt: "Sombras brancas")
- 1961 - O Rei dos Reis (br: "O rei dos reis")
- 1963 - 55 Days at Peking (br / pt: "55 dias em Pequim)